# Bayerischer Gebirgsschweißhund
Der Bayerische Gebirgsschweißhund ist eine von der FCI anerkannte deutsche Hunderasse (FCI-Gruppe 6, Sektion 2, Standard Nr. 217).

## Herkunft und Geschichtliches
Der Bayerische Gebirgsschweißhund (BGS) entstand Ende des 19. Jahrhunderts in Bad Reichenhall, wo Joseph Freiherr von Karg-Bebenburg Hannoversche Schweißhunde mit einheimischen Bracken mit dem Ziel kreuzte, einen im bergigen Gelände beweglicheren Hund zu züchten.
Die ursprünglichen Schweißhunde hatten sich für den Einsatz im Gebirge als zu schwer erwiesen.
Der vereinheitlichte Gebirgsschweißhund erwies sich nicht nur als guter Jagdhund, sondern dabei auch als guter Familienhund. Die Rasse wird als Jagdgebrauchshund gezüchtet und vom deutschen Zuchtverband, der den FCI-Rassestandard entwickelt, ausschließlich an Jäger, die als Schweißhundeführer tätig werden, abgegeben.

## Beschreibung

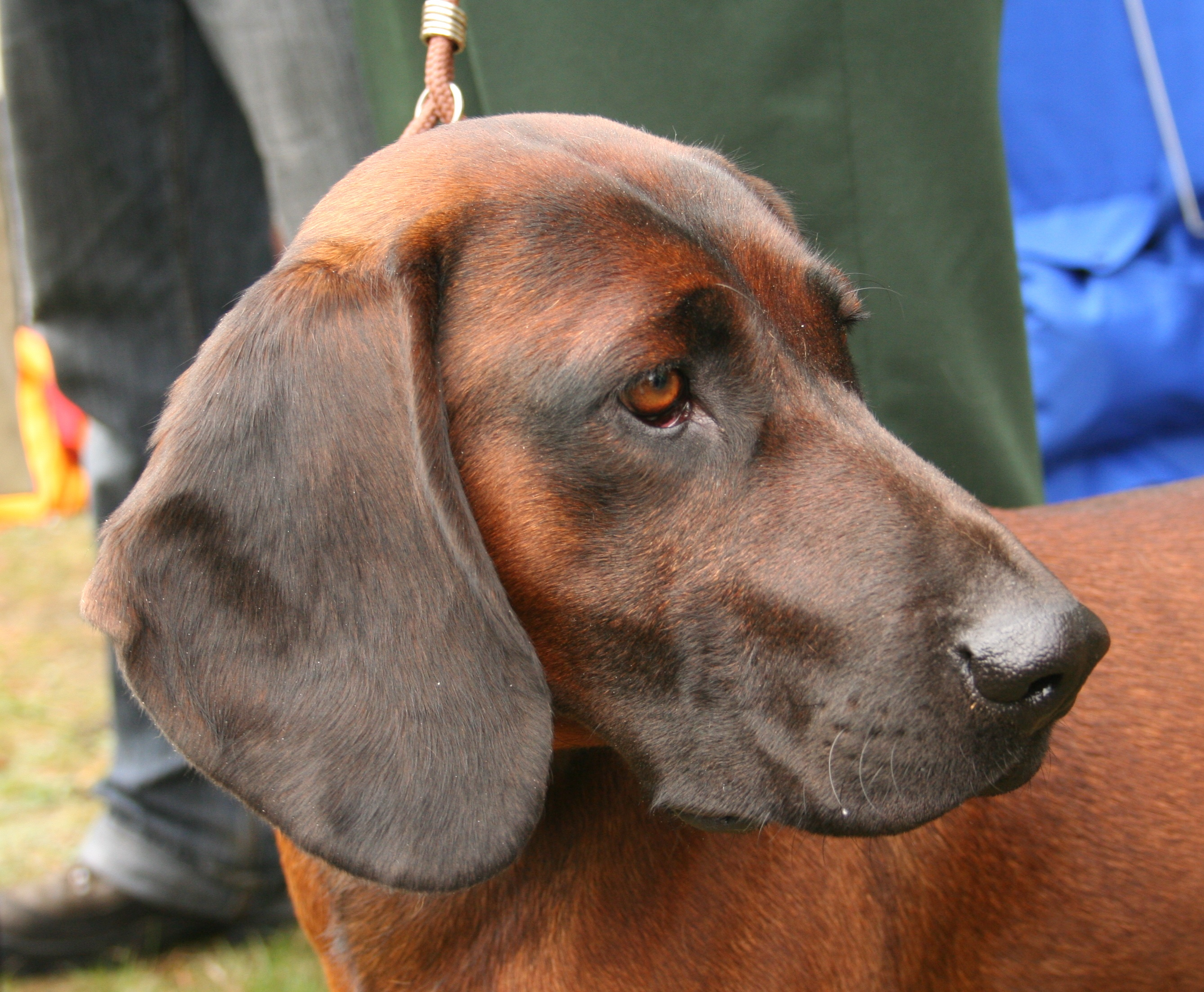
Typische rotbraune Färbung mit schwarzer Maske

Der Bayerische Gebirgsschweißhund ist ein mittelgroßer (bis 52 cm), etwas langgestreckter Hund mit kräftigen Läufen. Er hat dichtes, glatt anliegendes und mäßig raues Haar in den Farben Tiefrot, Hirschrot, Rotbraun, Rotgelb, auch Fahlgelb bis Semmelfarbe, Rotgrau, mit manchmal dunklerem Rücken und dunkleren Hängeohren. Selten und untypisch sind dagegen Hunde, die am kompletten Körper dunkel gefärbt sind.